# Hymenophyllum dilatatum
Espèce
Hymenophyllum dilatatum est une espèce de fougères de la famille des Hyménophyllacées.
Nom maori : Matua mauku

## Description
Cette espèce a les caractéristiques suivantes :
- son rhizome est long et filiforme et portant des frondes très espacées - jusqu'à 20 cm ;
- les frondes, pouvant atteindre 50 centimètres de long, comportent un pétiole d'une vingtaine de centimètres, robuste et bordé d'une membrane de plusieurs cellules ;
- le limbe est divisé profondément trois à quatre fois ;
- la plante est glabre : aucun poil ne se trouve sur les frondes ; il s'agit d'un élément très caractéristique de cette espèce ;
- les segments terminaux disposent d'une membrane du limbe très élargie avec un nombre important de cellules sur une seule couche : cette caractéristique est à l'origine de l'épithète spécifique ;
- Les sores, solitaires, sont portés par l'extrémité d'un segment latéral, majoritairement à la partie terminale du limbe ;
- l'indusie est formée de deux lèvres aussi larges que longues et couvrant presque intégralement les grappes de sporanges.

Elle comporte 72 soit 36 paires de chromosomes.

## Distribution
Cette espèce est présente principalement en Nouvelle-Zélande, dont elle serait une plante endémique si elle n'avait été trouvée aussi à Tahiti et de manière étonnante au Chili (Juan Fernández).
Principalement épiphyte, elle croît aussi sur les troncs d'arbres renversés.

## Position taxinomique
Hymenophyllum dilatatum appartient au sous-genre Diploöphyllum.
Plusieurs synonymes sont répertoriés :
- Hymenophyllum sororium (C.Presl) Bosch
- Mecodium dilatatum (G.Forst.) Copel.
- Trichomanes dilatatum G.Forst.
- Leptocionium sororium C.Presl.

Cette espèce compte deux variétés :
- Hymenophyllum dilatatum var. amplum Christ (1899)
- Hymenophyllum dilatatum var. formosum (Brack.) Bosch (1861) : voir Hymenophyllum formosum Back.

## Historique
Cette espèce illustre bien la difficulté taxinomique de la famille des Hymenophyllacées par ses nombreux reclassements et changements de dénomination.
Johann Georg Adam Forster réalise une première description en 1786, sous le nom de Trichomanes dilatatum, de cette fougère collectée par lui et son père Johann Reinhold Forster en Nouvelle Zélande, en 1773, lors du deuxième voyage de Cook.
Elle est renommée en 1801 par Olof Peter Swartz en Hymenophyllum dilatatum (G.Forst.) Sw.
En 1843, Karel Bořivoj Presl la place dans le genre Sphaerocionium : Sphaerocionium dilatatum C.Presl.
En 1861, Roelof Benjamin van den Bosch crée le genre Diploöphyllum pour cette espèce : Diploöphyllum dilatatum (G.Forst.) Bosch.
C'est en transférant ce genre en sous-genre du genre Hymenophyllum que Atsushi Ebihara et al. donnent à cette espèce son classement actuel.
Entre-temps, Edwin Bingham Copeland l'avait transférée dans le genre Mecodium en 1938 : Mecodium dilatatum (G.Forst.) Copel.
Par ailleurs, en 1828, Carl Ludwig Blume décrit une plante sous le même nom en croyant qu'il s'agissait de la même espèce que celle décrite une première fois par Forster. Il crée ainsi une homonymie.
En 1856, Roelof Benjamin van den Bosch lève cette homonymie en la renommant cette espèce Hymenophyllum junghuhnii Bosch (cette espèce appartient au sous-genre Globosa).